# Gama viridescens
Gama viridescens är en skalbaggsart som beskrevs av Moser 1918. Gama viridescens ingår i släktet Gama och familjen Melolonthidae. Inga underarter finns listade i Catalogue of Life.